# 有村正意
有村 正意（ありむら まさおき、1944年9月17日 - ）は、日本の官僚、実業家。

## 経歴
鹿児島県鹿児島市出身。1963年鹿児島県立甲南高等学校卒業。1968年に東京大学法学部を卒業し、郵政省に入省。電気通信局電気通信事業部長、近畿郵政局長、通信政策局長を歴任し、2000年6月に退職。
アンダーコンサルティング顧問を経て、2002年7月にNTTドコモ関西の顧問に就任し、2003年からNTTドコモに併合される2008年までに社長を務めた。
東京海上日動火災保険顧問、大阪商工会議所情報・通信部会長、関西経済連合会情報通信委員会副委員長なども歴任した。
2015年春に瑞宝中綬章を受章した。